# Hiro Yamamoto
Hiro Yamamoto, född 13 april 1961 i Seattle, Washington, är en amerikansk musiker, basist i Soundgarden från bildandet 1984 till 1990. Han bildade senare bandet Truly, tillsammans med trummisen Mark Pickerel och sångaren Robert Roth.